# Jordan Brown (snukerist)
Jordan Brown, severnoirski snukerist, * 9. oktober 1987.

## Kariera
Brown se je v svetovni karavani prvič pojavil v sezoni 2009/10. Na prvih dveh jakostnih turnirjih sezone je obstal v prvem krogu kvalifikacij, tako na Shanghai Mastersu kot na Grand Prixju je svoj uvodni dvoboj izgubil z rezultatom 4-5.

## Osvojeni turnirji

### Amaterski turnirji
- Prvenstvo Severne Irske - 2008, 2009